# Marília Muricy
Marília Muricy Machado Pinto, ou simplesmente Marília Muricy (Salvador) é uma jurista, advogada e filósofa do direito brasileira, professora da Universidade Federal da Bahia e de outras universidades baianas. Ela foi uma das principais divulgadoras do pensamento dos juristas Carlos Cossio e A. L. Machado Neto sobre a teoria egológica do direito.

## Biografia
Marília Muricy graduou-se em direito pela Universidade Federal da Bahia (UFBA) em 1967. Concluiu o mestrado em direito pela UFBA em 1973, sob a orientação de Zahidé Machado Neto e o doutorado em Direito pela Pontifícia Universidade Católica de São Paulo em 2006, sob a orientação de Tércio Sampaio Ferraz Júnior.
De acordo com Paula Sarno e Priscilla de Jesus: "Quando ainda era estudante da Faculdade de Direito da Universidade Federal da Bahia (UFBA), entre 1963 e 1967, Marília Muricy Machado Pinto já se destacava pelo seu perfil acadêmico singular. Atuante no Patronato de Presos e Egressos, órgão anexo ao Conselho Penitenciário, a discente já se dedicava à produção científica diferenciada. O artigo científico "O declínio das prisões" foi escrito durante seu segundo ano de graduação (em 1964), e inscrito no Prêmio Cesare Beccaria, sagrando-se como trabalho vencedor".
Ingressou como professora auxiliar da Faculdade de Direito da UFBA em 18 de abril de 1973, tornando-se a primeira mulher a ser aprovada em um concurso de professor da referida faculdade desde sua criação em 1891. Desde então, lecionou gerações de alunos na UFBA e, após o seu ingresso no Programa de Pós-Graduação em Direito da referida universidade, na segunda metade da década de 2000, orientou diversas dissertações de mestrado e teses de doutorado, inclusive de futuros professores da Faculdade de Direito da UFBA, tais como o advogado Daniel Oitaven e a advogada Claudia Albagli Nogueira.
Lecionou também, em nível de graduação, na Universidade de Salvador (UNIFACS), em 1996 a 2003, na Universidade Católica do Salvador (UCSAL), entre 1997 a 2000. E, como professora visitante em cursos de graduação, ensinou Teoria Geral do Direito no Centro Universitário de Brasília (UNICEUB) no ano de 1983 e, alguns anos depois, ministrou aulas de Hermenêutica Jurídica na Universidade Federal do Espírito Santo (UFES) no ano de 1999.
Entre 1982 a 1984, foi Assessora Externa do CNPq na Área Jurídica.
Foi conselheira da seção baiana da Ordem dos Advogados do Brasil. Foi, também, procuradora do Estado da Bahia entre 1986 a 1996.
Além da atuação acadêmica e profissional, Marília Muricy ocupou cargos políticos, tendo exercido o de Secretária de Justiça, Cidadania e Direitos Humanos do Estado da Bahia entre 2007 a 2009.
No âmbito federal, foi Conselheira do Conselho Nacional de Política Penal e Penitenciária do Ministério da Justiça e, também, integrou a Comissão de Ética Pública da Presidência da República entre 2009 a 2012, onde foi Conselheira ao lado de Sepúlveda Pertence.
Entre outras instituições, é membra da Academia de Letras Jurídicas da Bahia e do Instituto de Advogados do Brasil.
Discípula de  A. L. Machado Neto, é defensora do egologismo jurídico, tendo sido uma das principais divulgadoras do pensamento do argentino Carlos Cossio.

## Principais idéias
Marília Muricy possui uma visão crítica da hermenêutica jurídica. Exemplo disso é a discussão hermenêutica que a jusfilósofa baiana propõe sobre a interpretação do princípio da legalidade na administração pública quando afirma que: "A norma jurídica é, em larga medida, construção da intérprete e ultrapassa os limites do texto para alcançar o mundo de significados que inspiram a criação normativa. Porém, não obstante seja possível, e até devido, enlarguecer os limites da lei, dela não se pode abdicar, sob pena de, em nome de bons propósitos, substituir um arbítrio por outro arbítrio".
Em sua obra principal Senso Comum e Direito, Marília Muricy se volta para uma revisão do legado da modernidade jurídica e de suas consequências quanto à posição adotada pelo operador do direito em relação aos problemas da verdade e da justiça. Assim, os objetivos de natureza epistemológica e hermenêutica se entrecruzariam em torno de um eixo comum: a complementariedade entre o saber jurídico, de natureza científica, e as formas pré-científicas de saber sobre o direito.

## Obras

### Livro e outras obras monográficas
- Senso Comum e Direito. São Paulo: Atlas, 2015.
- Senso comum e interpretação jurídica. Tese (Doutorado em Direito) - Pontifícia Universidade Católica de São Paulo, São Paulo, 2006.
- Criminalidade Feminina no Século XIX. Dissertação (Mestrado em Direito) - Universidade Federal da Bahia, Salvador, 1973.

### Principais artigos e capítulos de livros
- MURICY, Marília; ALBAGLI, C. Machado Neto em dois tempos. In: DIDIER JUNIOR, Fredie (Org.). Os nomes das salas. 1. ed. Salvador: Jus Podium, 2016, v. 1, p. 47-57.
- MURICY, Marília. Freud e Ricoeur: uma discussão hermenêutica. Direito UNIFACS, v. 162, p. 1, 2013.
- MURICY, Marília. O ensino jurídico fundamental e as práticas de seleção para o mercado profissional. OAB ensino jurídico: formação jurídica e inserção profissional. Brasília: OAB, 2003.
- MURICY, Marília. Racionalidade do Direito, Justiça e Interpretação: Diálogo entre a Teoria Pura e a Concepção Luhmanniana do Direito como Sistema autopoiético. In: BOUCAULT, Carlos (Org.). Hermenêutica Plural. São Paulo: Martins Fontes, 2002.
- MURICY, Marília. A crise da universidade pública e o ensino jurídico. Revista da Ordem dos Advogados do Brasil, São Paulo, p. 139, 2000.
- MURICY, Marília. O pensamento filosófico de A.L. Machado Neto e a nova hermenêutica jurídica. Revista da Faculdade de Direito da UFBA, Salvador, v. 17, p. 69, 1999.
- MURICY, Marília. Breves notas sobre Direito e Pós-Modernidade. Revista Jurídica dos Formandos em Direito da UFBA, Salvador, v. I, 1997.
- MURICY, Marília. Controle da administração pública: notas de hermenêutica jurídica. Revista da Procuradoria Geral do Estado da Bahia, Salvador, nº. 20, Jan/Dez, Salvador, 1994.
- MURICY, Marília. Cidadania, participação e controle do Estado: novos instrumentos constitucionais. Revista de Direito Público, v. 88, p. 108-113, 1988.
- MURICY, Marília. Os pressupostos da sociologia do desvio e da psiquiatria fenomenológico-existencial. Revista Brasileira de Filosofia, v. 30, n. 117, p. 77-94, jan./mar. 1980.
- MURICY, Marília. O espaço teórico da conduta nas ciências humanas: notas paralelas sobre o interacionismo simbólico e a teoria egológica. In: Machado Neto. Faculdade de Filosofia e Ciências Humanas: Centro Editorial e Didático da Universidade Federal da Bahia, 1979.
- MURICY, Marília. A distinção proposições jurídicas/normas de direito na nova teoria pura. Revista Brasileira de Filosofia, São Paulo, v. 27, n.105, p. 51-70, 1977.
- MURICY, Marília.  O declínio das prisões. Artigo vencedor do Prêmio Cesare Beccaria, Faculdade de Direito da Universidade Federal da Bahia, Salvador, 1964.

## Prêmios, condecorações e homenagens
- Medalha de Mérito da Magistratura - concedida pelo Tribunal de Justiça do Estado da Bahia (2009).
- Prêmio Paulo Almeida - concedido pelo Conselho Superior da Procuradoria Geral do Estado da Bahia (1997).
- Comenda Maria Quitéria - concedida pela Câmara de Vereadores do Município de Salvador (1996)
- Prêmio Cesare Beccaria - concedido pela Faculdade de Direito da UFBA (1964)